# Igrzyska Ameryki Środkowej
Igrzyska Ameryki Środkowej – zawody sportowe rozgrywane zazwyczaj co 4 lata, w których startują sportowcy z 7 krajów Ameryki Środkowej należących do organizacji ORDECA.
Igrzyska Ameryki Środkowej po raz pierwszy odbyły się w 1973 roku. Organizatorem zawodów jest ORDECA, a do startu dopuszczonych jest 7 państw Ameryki Centralnej należących do tej organizacji: Belize, Gwatemala, Honduras, Kostaryka, Nikaragua, Panama i Salwador. Dotychczas (2015 rok) rozegrano 10 edycji tej imprezy.
Popularność zawodów wzrasta w kolejnych edycjach – w pierwszej (w 1973) wzięło w nich udział 966 zawodników, podczas gdy w dziesiątej (w 2013) już 1739. Program imprezy obejmuje kilkadziesiąt dyscyplin, zarówno znajdujących się w programie letnich igrzysk olimpijskich, jak i nie.

## Edycje
| Edycja | Rok  | Gospodarz    |
| ------ | ---- | ------------ |
| I      | 1973 | Gwatemala    |
| II     | 1977 | San Salvador |
| III    | 1986 | Gwatemala    |
| IV     | 1990 | Tegucigalpa  |
| V      | 1994 | San Salvador |
| VI     | 1997 | Tegucigalpa  |
| VII    | 2001 | Gwatemala    |
| VIII   | 2006 | Antigua      |
| IX     | 2010 | Panama       |
| X      | 2013 | San José     |
| XI     | 2017 | Managua      |
| XII    | 2022 | Santa Tecla  |

## Wyniki

### Zapasy
- 2010 • 2013 • 2017

## Podobne imprezy
W 2013 roku w San José rozegrano także pierwsze w historii Igrzyska Ameryki Środkowej dla osób niepełnosprawnych.
Co 2 lata odbywają się również Akademickie Igrzyska Ameryki Środkowej (w 2014 roku zorganizowano piątą edycję tej imprezy).
Igrzysk Ameryki Środkowej nie należy mylić z Igrzyskami Ameryki Środkowej i Karaibów organizowanymi od 1926 roku, które przez pierwsze dwie edycje (w 1926 i 1930 roku) także nosiły nazwę Igrzysk Ameryki Środkowej.